# Tyler Andrews
Pour les articles homonymes, voir Andrews.
Tyler C. Andrews, né le 4 mai 1990 à Concord, est un coureur d'ultra-marathon et alpiniste américain. Il a remporté la médaille d'argent aux championnats du monde du 50 kilomètres en 2016 et est notamment connu pour ses records d'ascension.

## Biographie

### Débuts et carrière en athlétisme
Tyler Andrews naît et grandit à Concord dans le Massachusetts. À l'âge de six ans, il est diagnostiqué d'une anémie aplasique dont il est traité avec succès. Il fait ses débuts en athlétisme à l'âge de 16 ans, dans les disciplines du fond et du cross-country mais ses performances restent médiocres malgré une bonne progression. Une fois ses études terminées, il s'essaie aux distances plus longues en prenant le départ du semi-marathon Run to Remember 2013 à Boston qu'il remporte,.
L'année suivante, en 2014, il fait ses débuts sur la distance du marathon en prenant le départ de celui de Boston qu'il termine en 2 h 21 min 33 s. Un mois plus tard, il remporte le marathon de Vermont City en 2 h 20 min 27 s. Il décide de se concentrer sur la distance du marathon et part s'entraîner en altitude, à Quito en Équateur.
En 2015, il remporte la médaille d'argent aux championnats des États-Unis du 50 kilomètres derrière Zachary Ornelas pour sa première course d'ultra-marathon. Il décroche ainsi son ticket pour les championnats du monde du 50 kilomètres 2016 à Doha. Il y prend un départ prudent puis profite de la baisse de régime du Zimbabwéen Collen Makaza pour passer en tête. Il se fait cependant doubler par son compatriote Tony Migliozzi mais s'accroche pour remporter la médaille d'argent. Il remporte de plus la médaille d'or au classement par équipes.
Le 13 avril 2018, il se lance pour battre le record monde du 50 kilomètres sur piste. Il boucle les 125 tours en 2 h 46 min 7 s sur le Stade de La Playa (en) à Santa Barbara et bat de deux minutes le précédent record du monde détenu depuis 1980 par le Britannique Jeff Norman.
Ayant dû abandonner aux championnats du monde du 50 kilomètres 2019 en raison de crampes d'estomac, il se relance aux championnats des États-Unis du 50 milles en octobre 2019. En lutte pour la tête avec Cole Crosby, il file vers le titre lorsque son rival lève le pied en raison de crampes d'estomac.

### Spécialisation dans les records de vitesse
Lors de ses entraînements à Quito, il est rejoint par Emmett Scully en 2019 avec lequel il signe un nouveau record de vitesse sur le Salkantay Inca Trail,.
Présent au Népal pour effectuer des randonnées au début de l'année 2020, il voit les compétitions s'annuler en raison de la pandémie de Covid-19. N'ayant plus d'objectifs sportifs en vue, il décide alors de réaliser un nouveau défi et s'élance sur le sentier reliant le camp de base de l'Everest à Lukla. Il effectue l'aller-retour de 104 km en 23 h 42 min 13 s. Il signe un nouveau record en devenant le premier homme à effectuer la boucle en moins de 24 heures,. Inspiré par les exploits de Kílian Jornet et Karl Egloff, il décide alors de s'essayer lui aussi aux records d'aller-retour sur des montagnes, en commençant par l'Amérique du Sud,,.
Le 18 février 2023, il établit un nouveau record d'aller-retour à l'Aconcagua en 11 h 24 depuis l'entrée du parc, améliorant de 28 minutes le record de Karl Egloff établi en 2015. Le 13 mars, il effectue l'aller-retour au Kilimandjaro en 6 h 37 min 57 s en empruntant la Mweka Route. Il bat de cinq minutes le précédent record de Karl Egloff sur un itinéraire plus long d'un kilomètre.
Le 19 septembre 2024, il s'élance du camp de base du Manaslu en courant sans oxygène et avec un équipement minimaliste. Il atteint le sommet en 9 h 52 et complète l'aller-retour en 14 h 52 min 14 s. Le 3 novembre, après avoir pris ses repères la semaine précédente, il effectue l'ascension de l'Ama Dablam en 3 h 52 min 23 s puis complète l'aller-retour au camp de base en 6 h 20 min 30 s, battant de trois minutes le record établi par le Français Mathéo Jacquemoud un an auparavant. Le 17 décembre, il effectue l'aller-retour à l'Aconcagua depuis le camp de base de Plaza de Mulas en 4 h 35 min 20 s.
En mai 2025, il se rend au Népal avec comme objectif de battre le record d'ascension à l'Everest sans oxygène. Il s'élance pour une première tentative le 11 mai mais abandonne en raison de problèmes matériels. Il s'élance pour une deuxième tentative le 23 mai en même temps que Karl Egloff, également présent. En raison de conditions peu idéales ce jour avec du vent au sommet, il choisit d'effectuer une ascension avec oxygène. Les conditions météorologiques étant peu clémentes, il décide d'avorter à nouveau. Il tente un troisième essai en solitaire et sans oxygène le 26 mai mais abandonne encore, étant victime d'hallucinations.

## Records d'aller-retour
- Nevado Ojos del Salado, (6 879 m). 9 h 29 min 46 s, 22 février 2021[14] ;
- Cotopaxi, (5 897 m). 1 h 36 min 35 s, 13 décembre 2021[22] ;
- Illiniza Nord, (5 126 m). 4 h 7 min 41 s, 14 janvier 2023 ;
- Aconcagua, (6 962 m). 11 h 24 min 46 s (entrée du parc), 18 février 2023[15] ;
- Kilimandjaro, (5 149 m). 6 h 37 min 57 s, 13 mars 2023[16] ;
- Lobuche Est, (6 119 m). 2 h 57 min 30 s, 30 octobre 2023 ;
- San Francisco, (6 016 m). 2 h 23 min 28 s, 1er mars 2024 ;
- Manaslu, (8 163 m). 14 h 52 min 40 s, 19 septembre 2024[17] ;
- Imja Tse, (6 189 m). 4 h 17 min 34 s, 16 octobre 2024 ;
- Ama Dablam, (6 812 m). 6 h 20 min 30 s, 3 novembre 2024[18] ;
- Aconcagua, (6 962 m). 4 h 35 min 20 s (camp de base), 18 décembre 2024[19].

## Palmarès en athlétisme

### Route
| Année | Compétition                             | Lieu         | Place | Épreuve       | Performance     |
| ----- | --------------------------------------- | ------------ | ----- | ------------- | --------------- |
| 2014  | Marathon de Vermont City                | Burlington   | 1er   | Marathon      | 2 h 20 min 27 s |
| 2014  | Indianapolis Monumental Marathon        | Indianapolis | 3e    | Marathon      | 2 h 20 min 3 s  |
| 2015  | Marathon de Green Bay                   | Green Bay    | 2e    | Marathon      | 2 h 20 min 28 s |
| 2015  | Marathon de Hartford                    | Hartford     | 3e    | Marathon      | 2 h 19 min 37 s |
| 2016  | Championnats du monde du 50 kilomètres  | Doha         | 2e    | 50 kilomètres | 2 h 56 min 4 s  |
| 2017  | Marathon de Vermont City                | Burlington   | 1er   | Marathon      | 2 h 19 min 41 s |
| 2018  | Rock 'n' Roll Washington DC Marathon    | Washington   | 1er   | Marathon      | 2 h 20 min 45 s |
| 2018  | Marathon de Vermont City                | Burlington   | 1er   | Marathon      | 2 h 17 min 44 s |
| 2019  | Rock 'n' Roll Washington DC Marathon    | Washington   | 1er   | Marathon      | 2 h 24 min 13 s |
| 2019  | Marathon de Vermont City                | Burlington   | 3e    | Marathon      | 2 h 23 min 40 s |
| 2019  | Championnats des États-Unis du 50 miles | Boalsburg    | 1er   | 50 miles      | 5 h 43 min 26 s |
| 2022  | Marathon de Vermont City                | Burlington   | 2e    | Marathon      | 2 h 20 min 48 s |

### Trail
| no  | masculin           | Course                        | Longueur | Départ          | Temps           |
| --- | ------------------ | ----------------------------- | -------- | --------------- | --------------- |
| 1re | Médaille d'or      | Javelina Jundred - 100 km     | 100 km   | 30 octobre 2021 | 8 h 49 min 9 s  |
| 1re | Médaille d'or      | Leadville Trail Marathon      | 42,5 km  | 18 juin 2022    | 3 h 23 min 24 s |
| 4e  | 4e                 | Leadville Trail 100           | 100 mi   | 20 août 2022    | 18 h 40 min 4 s |
| 3e  | Médaille de bronze | Course du Mont Washington     | 12,23 km | 17 juin 2023    | 1 h 2 min 6 s   |
| 1re | Médaille d'or      | Quito Trail By UTMB - 82K Oso | 75 km    | 3 août 2024     | 8 h 32 min 45 s |

## Records
| Épreuve                     | Performance      | Date              | Lieu          |
| --------------------------- | ---------------- | ----------------- | ------------- |
| 5 000 mètres (piste courte) | 14 min 22 s 93   | 9 février 2019    | Boston        |
| 10 000 mètres               | 30 min 22 s 82   | 11 mai 2012       | Princeton     |
| 10 kilomètres               | 30 min 44 s      | 22 septembre 2019 | Gloucester    |
| 20 kilomètres               | 1 h 4 min 59 s   | 3 septembre 2018  | New Haven     |
| Semi-marathon               | 1 h 5 min 48 s   | 11 octobre 2014   | Hartford      |
| 30 kilomètres               | 1 h 39 min 11 s  | 29 mars 2015      | Hamilton      |
| Marathon                    | 2 h 16 min 2 s   | 5 mars 2017       | Ōtsu          |
| 50 kilomètres               | 2 h 46 min 6 s 8 | 13 avril 2018     | Santa Barbara |
| 50 miles                    | 5 h 43 min 26 s  | 27 octobre 2019   | Boalsburg     |